# میلوراد نیکولیچ
میلوراد نیکولیچ (انگلیسی: Milorad Nikolić؛ ۲۳ ژوئیهٔ ۱۹۲۰ – ۱۲ سپتامبر ۲۰۰۶) بازیکن فوتبال اهل یوگسلاوی بود.
از باشگاه‌هایی که در آن بازی کرده‌است می‌توان به باشگاه فوتبال بئوگراد اشاره کرد.